# Protesten in Tbilisi van 1956

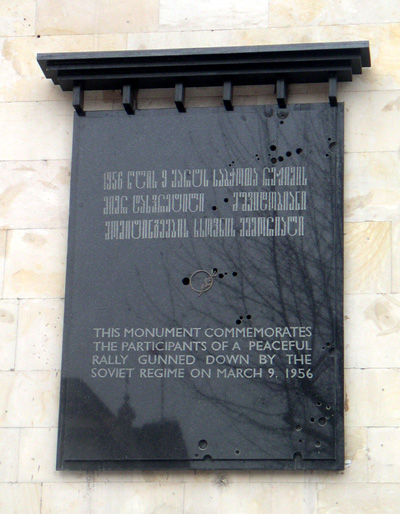
Herdenkingsplaat in het centrum van Tbilisi, op de hoek van de Roestavelilaan bij het Parlement van Georgië.

De protesten in Tbilisi op 9 maart 1956 waren protesten van burgers in Tbilisi, destijds hoofdstad van de Georgische Socialistische Sovjetrepubliek in de Sovjet-Unie, die door het Rode Leger hardhandig werden neergeslagen met naar schatting tientallen doden.
De protesten waren een gevolg van de destalinisatie, die was ingezet bij het aantreden van partijleider Nikita Chroesjtsjov in 1953. In februari 1956 schokte Chroesjtsjov op het 20e partijcongres van de Communistische Partij de gedelegeerden door publiekelijk de cultus rond Stalin aan de kaak te stellen. Hij beschuldigde Stalin van massamoorden tijdens de Grote Zuivering. In Georgië leidde dit tot een opstand. Duizenden Georgiërs gingen in protest de straat op, omdat zij zich gekrenkt voelden in hun nationale trots. Stalin was van Georgische afkomst. Met name jongeren, die waren opgegroeid in een samenleving waarin zij hadden geleerd dat de Georgische Stalin onovertrefbaar was, waren verontwaardigd over de uitlatingen en het beleid van Chroesjtsjov.
Enkele dagen voor de derde verjaardag van Stalins dood verzamelden groepen studenten zich bij het grote Stalin-monument op de kade van de Koerarivier. De demonstraties in de hoofdstad leidden tot soortgelijke bijeenkomsten elders in de Georgische Sovjetrepubliek. Op 5 maart - de sterfdag van Stalin -  verzamelden duizenden demonstranten zich rond het regeringsgebouw aan de Roestavelilaan in Tbilisi, waar zij begeleid door een kakofonie van autoclaxons pro-Stalinistische leuzen riepen. Op 8 maart was het protest van pro-Stalin omgeslagen naar anti-Sovjet. Er gingen stemmen op voor herstel van de Georgische onafhankelijkheid van de Sovjet-Unie.
Op 9 maart sloten arbeiders en ambtenaren zich aan bij de demonstrerende studenten. Vasili Mzjavanadze, destijds leider van de Georgische Communistische Partij, kondigde aan de eisen in overweging te nemen. In werkelijkheid droeg hij de verantwoordelijkheid over aan het Rode Leger, dat gewapenderhand ingreep. De demonstranten werden vanuit verschillende gebouwen beschoten en vluchtende studenten werden door tanks en militairen tegenhouden. Naar schatting tientallen jongeren werden gedood en honderden werden gewond en gearresteerd.
De opstand was jarenlang een taboe onderwerp. De officiële lezing van de Communistische Partij was dat de opstand door buitenlandse spionnen was geïnitieerd.